# Czuwacz słowacki
Czuwacz słowacki (słow. slovenský čuvač) – rasa psa pochodząca ze Słowacji, zaliczana do psów pasterskich. Podlega  próbom pracy.

## Rys historyczny
Pochodzi z gór Słowacji, gdzie był hodowany od stuleci. Po pierwszej wojnie światowej podjęta została hodowla w czystości rasy. Czuwacz słowacki jest blisko spokrewniony z węgierskim kuvaszem i z owczarkiem podhalańskim, do tego stopnia, że nawet wytrawni i doświadczeni sędziowie mają problemy z rozróżnieniem owczarka i czuwacza. Wzorzec do rejestracji zgłoszony został w 1964 roku. W stosunku do owczarka podhalańskiego na ogół posiada nieco delikatniejszą, bardziej puszystą sierść, z mniejszą ilością beżowych lub kremowych przebarwień, nie jest to jednak ścisła reguła. Pierwotnie na Słowacji psy tej rasy nazywano tatrzańskim czuwaczem jednak, aby nie mylono jej z tatrzańskim owczarkiem podhalańskim, na zebraniu delegatów w Pradze FCI przyjęła w 1965 r. nazwę Slovenský Čuvač pol. czuwacz słowacki. Rasa została zaliczona do grupy psów pasterskich i zaganiających, zaklasyfikowana do sekcji psów pasterskich (owczarskich).

## Wygląd
Umaszczenie białe i biało kremowe, włos średnio długi, lekko falujący. Ulega bardzo łatwemu oczyszczeniu z zabrudzenia.

## Zachowanie i charakter
Pies wymaga konsekwentnego i doświadczonego podejścia. Ma silny instynkt przywódczy.

## Użytkowość
Pies stróżujący i pasterski.

## Zdrowie i pielęgnacja
Źle znosi upały, jest lepiej przystosowany do surowszych i zimniejszych warunków pogodowych. Trzymany na terenach nizinnych często choruje na zwyrodnienie stawów (zwłaszcza dysplazja stawu biodrowego).